# Lupatapata
Lupatapata este un oraș în  provincia Kasai-Oriental, Republica Democrată Congo. În 2012 avea o populație de 19 432 de locuitori, iar în 2004 avea 15 390.